# Список заслуженных тренеров СССР (вольная борьба)
Почётное спортивное звание, присваивалось в 1956—1992 годах.
| 1956 год |                                 |            |  |              |                 |                           |
| 1        | Пуусепп Эдгар Карлович          | 04.08.1956 |  | Таллин       |                 |                           |
| 2        | Тиканадзе Михаил Егорович       | 04.08.1956 |  | Тбилиси      |                 |                           |
| 1957 год |                                 |            |  |              |                 |                           |
| 1        | Гиоев Хасанбек Георгиевич       | ??.02.1957 |  | Орджоникидзе | «Буревестник»   |                           |
| 2        | Дзгоев Асланбек Захарович       | ??.02.1957 |  | Орджоникидзе | «Спартак»       |                           |
| 3        | Карапетян Арташес Сергеевич     | ??.02.1957 |  | Москва       | «Строитель»     | (лишён в марте 1959 года) |
| 4        | Кухианидзе Вахтанг Мелитонович  | ??.02.1957 |  | Тбилиси      | «Буревестник»   |                           |
| 5        | Нозадзе Шалва Иванович          | ??.02.1957 |  | Тбилиси      | «Спартак»       |                           |
| 6        | Преображенский Сергей Андреевич | ??.02.1957 |  |              | Советская Армия |                           |
| 7        | Рыбалко Василий Николаевич      | ??.02.1957 |  | Киев         | «Динамо»        |                           |
| 8        | Цимакуридзе Давид Михайлович    | ??.02.1957 |  | Тбилиси      | «Буревестник»   |                           |
| 9        | Челидзе Андрей Сергеевич        | ??.02.1957 |  | Москва       | «Динамо»        |                           |
| 10       | Ялтырян Арменак Вартересович    | ??.02.1957 |  | Киев         | «Динамо»        |                           |
| 11       | Назарян Арташес Татевосович     | ??.02.1957 |  | Ереван       | «Динамо»        |                           |
| 1959 год |                                 |            |  |              |                 |                           |
| 1        | Морозов Н. Г.                   | ??.12.1959 |  | Москва       | «Труд»          |                           |
| 1962 год |                                 |            |  |              |                 |                           |
| 1        | Илуридзе Василий Александрович  | ??.08.1962 |  |              |                 |                           |
| 1963 год |                                 |            |  |              |                 |                           |
| 1        | Григорьев Павел Васильевич      | ??.07.1963 |  | Минск        |                 |                           |
| 2        | Рыбалко Болеслав Михайлович     | ??.07.1963 |  | Минск        |                 |                           |

## 1964
- Дякин, Александр Михайлович

## 1965
- Дадашев, Ибрагимпаша Гусейн оглы
- Джафаров, И. А.
- Меос, Борис Карлович
- Ростиашвили, Георгий Павлович

## 1966
- Чхартишвили, Илья Варламович

## 1967
- Галковский, Николай Михайлович

## 1970
- Бочаров, Иван Митрофанович 28.11.1917[9]
- Карапетян, Арменак Аршакович
- Коркин, Дмитрий Петрович

## 1971
- Асатрян, Б. М.
- Балавадзе, Вахтанг Михайлович

## 1972
- Драев, Илья Петрович
- Маклаков, В. В.
- Мекокишвили, Иван
- Миндиашвили, Дмитрий Георгиевич
- Рамазанов, Магомед Мухтарович

## 1973
- Шапиро, Лазарь Моисеевич

## 1975
- Бураков, Георгий Анатольевич

## 1976
- Андиев, Геннадий Петрович
- Корнилов, Виктор Гаврилович
- Пинский, Семен Григорьевич (? Гершкович) 1936
- Пирсаидов, Кадыр Гамдуллаевич (? Гамсулаевич) ?-1989
- Чарков, Владимир Ильич
- Шахмурадов, Юрий Аванесович

## 1977
- Багаев, Дэги Имранович
- Торопин, Гранит Иванович
- Хутбеев, Хасян Маргазымович

## 1978
- Алиев, Али Зурканаевич
- Андиев, Сергей Петрович 15.2.1946 — 2002[10]
- Баринов, Василий Иванович
- Гусаков, Александр Петрович
- Зуев, Игорь Евгеньевич[11]

## 1979
- Ремезов, Александр Иванович 1939—2007

## 1980
- Абдулбеков, Загалав Абдулбекович
- Абубякиров, Хамза Сетдекович 27.01.1937
- Атаманов, Алексей Дмитриевич
- Барба, Томас Самуйлович
- Борисов, Виктор Иванович
- Борота, Виктор Степанович
- Гусов, Юрий Солтанбекович
- Ибрагимов, Айдын Али оглы
- Кадыров, Изамудин Генжеевич
- Максимченко, Михаил Григорьевич
- Цараев, Алимбек Петрович

## 1981
- Гусев, Владимир Леонидович 24.06.1941 — 2001[12]
- Папуш, Петр Петрович

## 1982
- Ярыгин, Иван Сергеевич

## 1984
- Бекмурзов, Михаил Гаврилович
- Дмитриев, Роман Михайлович
- Каргинов, Борис Андреевич
- Медведь, Александр Васильевич
- Цомартов, Исрафил Хаджиумарович

## 1986
- Невретдинов, Шамиль Тагирович 1941
- Фейтуллаев, Исабек

## 1987
- Николадзе, И.
- Схирели, Н.

## 1989
- Белоглазов, Анатолий Алексеевич
- Вараев, Абдулвахид Абуевич ?-?.01.2018
- Мествиришвили, Владимир
- Таиров, Рафик Ханифеевич 1941
- Школьников, Евгений Анатольевич 1942

## 1990
- Жабраилов, Руслан Зайнайдиевич
- Мадаев, С.Д.

## 1991
- Базаев, Артур Каурбекович
- Хачикян, Сергей Григорьевич 01.01.1944[13]

## неизв
- Баймеев, Геннадий Гатюрович 06.08.1941 — 01.04.2001
- Дедегкаев, Казбек Магометович
- Джангиров, Жора Георгиевич 22.12.1946
- Колесник, Леонид Федорович ?-1996
- Махутов, Геннадий Николаевич 2.11.1951 — 17.12.1998
- Савлохов, Борис Сосланович
- Сагарадзе, Гурам Ревазович
- Сиукаев, Борис Георгиевич
- Шахлай, Александр